# Бандо (одяг)

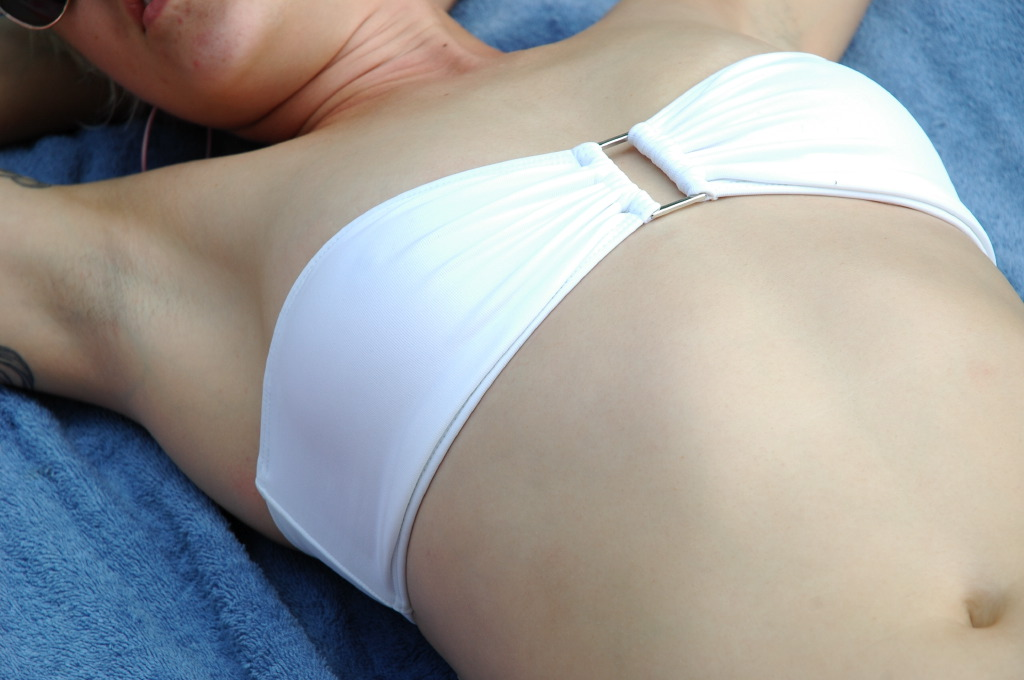
Сучасне бікіні, стилізоване під бандо

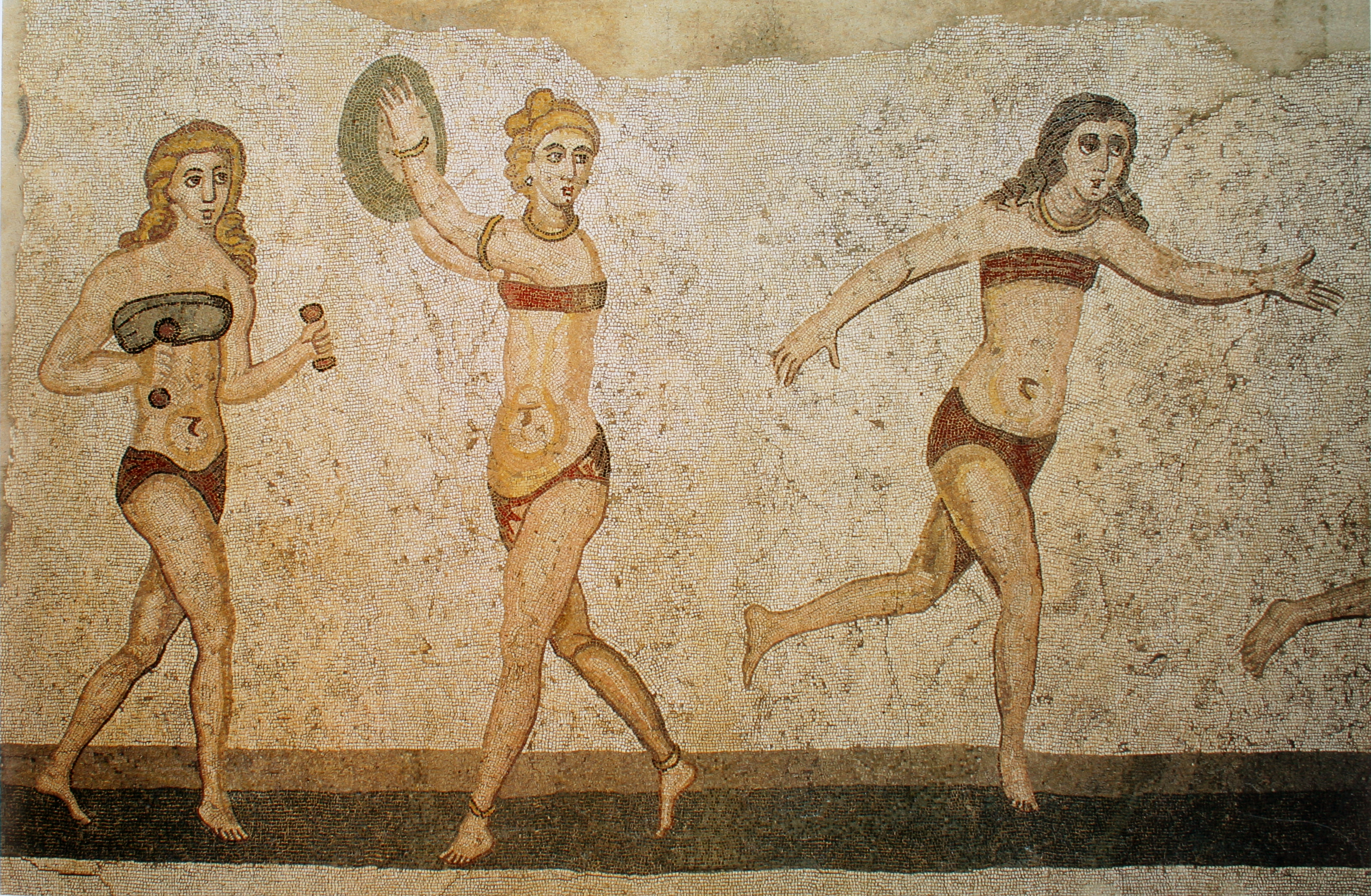
Мозаїка у Вілла Романа дель Казале, Сицилія (286—305 н. е.)

Бандо́ (фр. bandeau від bande — «стрічка») — жіноча нагрудна білизна: пов'язка, що складається з широкої смуги тканини навколо верхньої грудей (у першій половині XX ст. словом bandeau називалася стрічка для волосся чи частина головного убору у вигляді широкої стрічки). Бретелі в бандо відсутні (хоча можуть бути додатковим аксесуаром), кріплення здійснюється як спереду, так і ззаду, а в разі використання еластичних матеріалів можливо обійтися взагалі без зав'язок. Схожий на топ-тубус, але дещо вужчий.

## Історія
Античні варіанти бандо — давньогрецький строфіон (також відомий як аподесмос, стетодесме, мастодесмос, мастодетон) і давньоримський строфіум. Вони являли собою смугу вовняної чи лляної тканини, що обв'язувалася навколо грудей і закріплялась на спині.
Археолог Джеймс Малларт описував одну зі знахідок у Чатал-Гьоюку, Анатолія, датовану добою енеоліту (близько 5600 до н. е.): з двома леопардами була зображена Богиня-мати в нагрудній пов'язці.

## Сучасність

### Елементкупального костюму
Бандо використовується як верхня частина купальника з 1940-х років. У 1950-х у бандо з'явилась вшита основа, покликана підкреслювати (чи коригувати) обриси фігури, при дуже простій формі — кільця чи широкої стрічки. Популярність бандо як купальника впала з приходом бікіні на тонких зав'язках, але інтерес до них повернувся у 1980-ті. Для пошиття стала використовуватись лайкра та інші розтяжні сумішеві тканини, бокові кріплення, V-подібна деталь у центрі, широкі кільця і сама стрічка можуть мати найрізноманітніший дизайн. Купальний костюм з бандо замість звичайного верху іноді називається «бандокіні» (англ. bandeaukini) чи «бандині» (bandini).

### Елемент офіційного костюму
Актриса Геллі Беррі надягла бандо з одностильними штанами на церемонії MTV Video Music Award, поклавши початок носінню бандо як позахатнього вбрання. Майлі Сайрус теж носила бандо з вкороченими штанами із завищеною талією на церемонії VMA Awards-2014, а Джордан Данн — бандо з довгою спідницею. Штани, які носять з бандо, мають високу талію і закривають ділянку пупка.